# Velký Vřešťov
Velký Vřešťov település Csehországban, Trutnovi járásban. Velký Vřešťov Hořiněves, Cerekvice nad Bystřicí, Boháňka, Vilantice és Lanžov településekkel határos. Lakosainak száma 248 fő (2024. január 1.).

## Népesség
A település lakosságának változását az alábbi diagram mutatja:
| Lakosok száma | 581  | 564  | 469  | 278  | 205  | 218  | 229  | 230  | 254  | 248  |
|               | 1869 | 1900 | 1921 | 1961 | 1980 | 2011 | 2016 | 2019 | 2021 | 2024 |